# Le Retour de Croc-Blanc
Pour les articles homonymes, voir Croc-Blanc (homonymie).
Pour plus de détails, voir Fiche technique et Distribution.
Le Retour de Croc-Blanc (Il ritorno di Zanna Bianca) est un film franco-ouest-germano-italien réalisé par Lucio Fulci, sorti en 1974. C'est la suite de Croc-Blanc, du même réalisateur et sorti un an plus tôt.
Le film est une adaptation du roman éponyme de Jack London, Croc-Blanc.

## Synopsis
Dawson City est devenu paisible après la perte de vue sur le chercheur d'or.

## Fiche technique
- Titre original : Il ritorno di Zanna Bianca
- Titre français : Le Retour de Croc-Blanc (titre DVD) ou La Revanche de Croc-Blanc ou Le Retour de Buck le Loup[1]
- Réalisation : Lucio Fulci
- Scénario : Roberto Gianviti (it), Lucio Fulci, Alberto Silvestri (it)
- Photographie : Silvano Ippoliti (it), Joe D'Amato
- Montage : Ornella Micheli (it)
- Musique : Carlo Rustichelli
- Décors : Giovanni Natalucci (it)
- Costumes : Massimo Lentini (it)
- Trucages : Dante Trani
- Société de production : Coralta Cinematografica, Les Films Corona, Terra Filmkunst
- Pays de production :  Italie,  France,  Allemagne de l'Ouest
- Langue de tournage : italien
- Format : couleur - 2,35:1 - Son mono - 35 mm
- Genre : aventures
- Durée : 100 minutes
- Dates de sortie :
  - Italie : 25 octobre 1974
  - Allemagne de l'Ouest : 11 septembre 1975
  - France : 29 juin 1977[1]

## Distribution
- Franco Nero : Jason Scott
- Virna Lisi : Sœur Evangelina
- John Steiner : Beauty Smith / Forth
- Werner Pochath : Harvey
- Raimund Harmstorf : Kurt Jansen
- Renato Cestiè : Bill Tarwater
- Renato De Carmine : Lieutenant LeClerq
- Harry Carey Jr. : John Tarwater
- Hannelore Elsner : Jane LeClerq
- Yanti Somer : La sœur de Liverpool
- Donald O'Brien : Liverpool
- Rolf Hartmann : Carter
- John Bartha : Le sergent au manteau rouge
- Paolo Magalotti : Un homme de main de Smith
- Sergio Smacchi : Un homme de main de Smith
- Ezio Marano : Un joueur de poker
- Stanislaus Gunawan
- Vittorio Fanfoni
- Carla Mancini

## Production
Comme le premier épisode Croc-Blanc, ce film a été tourné en Autriche à Bad Mitterndorf, qui représente la cité canadienne de Dawson ainsi que dans la montagne voisine de Tauplitzalm (de). Contrairement au premier film, une deuxième équipe a pu faire le voyage au Manitoba pour tourner certaines séquences de la course de chien de traineau.